# Cosmardia moritzella
Cosmardia moritzella is een vlinder uit de familie tastermotten (Gelechiidae). De wetenschappelijke naam is voor het eerst geldig gepubliceerd in 1835 door Treitschke.
De soort komt voor in Europa.